# Bundesminister (Deutschland)
Bundesminister (Abkürzung: BM) ist die Amtsbezeichnung für ein Mitglied der Bundesregierung der Bundesrepublik Deutschland. Ein Bundesminister leitet den ihm zugewiesenen Geschäftsbereich – meistens ein Bundesministerium –, innerhalb der Richtlinien, die vom Bundeskanzler als Vorsitzenden der Bundesregierung aufgestellt werden, in eigener Verantwortung.

## Rechtsgrundlagen
Die einschlägigen Bestimmungen für das Amt eines Bundesministers nennt das Grundgesetz für die Bundesrepublik Deutschland (kurz GG) in seinen Artikeln 62 bis 69. Demnach wird ein Bundesminister auf Vorschlag des Bundeskanzlers vom Bundespräsidenten ernannt und entlassen. Er leistet bei seiner Amtsübernahme einen Amtseid vor dem Deutschen Bundestag. Bundesminister dürfen während ihrer Amtszeit keine weiteren beruflichen Tätigkeiten ausüben. Ihr Amt endet mit der Entlassung durch den Bundespräsidenten – entweder auf eigenen Antrag (Rücktritt) oder auf Vorschlag des Bundeskanzlers –, mit dem Zusammentritt eines neuen Bundestages sowie mit jeder Beendigung des Amtes des Bundeskanzlers.
Weitere Bestimmungen, vor allem zu Amtspflichten, Besoldung und Unvereinbarkeiten, enthält das Gesetz über die Rechtsverhältnisse der Mitglieder der Bundesregierung  (Bundesministergesetz, kurz BMinG).

## Geschäftsverteilung
Der Bundeskanzler hat grundsätzlich die alleinige Kompetenz, über die Anzahl der Bundesminister und ihre Aufgabenverteilung zu entscheiden. Ein Bundesminister kann zugleich mehrere Ressorts übernehmen; dabei wird er zusätzlich zu seinem ursprünglichen Ministeramt zum Bundesminister eines weiteren Bundesministeriums ernannt. Der erste derartige Fall trat 1956 auf: Der DP-Politiker Hans-Joachim von Merkatz wurde am 16. Oktober 1956 unter Beibehaltung seines Amtes als Bundesminister für Angelegenheiten des Bundesrates zusätzlich zum Bundesminister der Justiz ernannt.
Auch ein Bundeskanzler kann zugleich zum Bundesminister ernannt werden: So waren Konrad Adenauer (von 1951 bis 1955) und Helmut Schmidt (für zwei Wochen im Jahr 1982) zugleich Bundesminister des Auswärtigen.
Bundesminister, die kein Bundesministerium führen, tragen die Bezeichnung Bundesminister für besondere Aufgaben. Übernimmt ein Bundesminister nur vorübergehend ein weiteres Ressort, bis dieses durch eine ordentliche Ernennung eines Bundesministers besetzt ist, wird diese zeitweilige Amtsführung als mit der Wahrnehmung der Geschäfte beauftragt bezeichnet.

## Pflichtminister
Das Grundgesetz geht von drei obligatorischen Bundesministern aus, denen besondere Aufgaben zugewiesen werden:
- Bundesminister der Finanzen (Art. 108 Abs. 3, 112, 114 Abs. 1 GG) – Kontrolliert den Vollzug der Haushaltspläne aller Bundesministerien und muss außer- und überplanmäßigen Ausgaben oder Überschreitungen des Haushaltsansatzes zustimmen.
- Bundesminister der Justiz (Art. 96 Abs. 2 GG) – In dessen Geschäftsbereich befinden sich auch die Wehrstrafgerichte für die Streitkräfte.
- Bundesminister der Verteidigung (Art. 65a GG) – Übt außerhalb des Verteidigungsfalls die Befehls- und Kommandogewalt über die Streitkräfte aus.

Diese drei Ministerien werden im Grundgesetz eigens erwähnt und können nicht durch einen Organisationserlass des Bundeskanzlers aufgelöst werden.
Ferner muss der Bundeskanzler einen Stellvertreter („Vizekanzler“) ernennen. Das ist stets ein Bundesminister, das heißt, der Bundeskanzler kann niemanden ernennen, der nicht dem Kabinett als Bundesminister angehört; er kann auch nicht mehr als einen Stellvertreter ernennen. Endet das Ministeramt, endet auch die Vizekanzlerschaft. Was genau ein Vizekanzler tun darf, entscheidet der Bundeskanzler selbst.

## Amtsbezüge
Laut § 11 BMinG sollen Bundesminister Amtsbezüge „in Höhe von Eineindrittel des Grundgehalts der Besoldungsgruppe B 11, einschließlich zum Grundgehalt allgemein gewährter Zulagen“ erhalten. Dies entspräche über 20.800 Euro brutto monatlich. Allerdings liegen die Amtsbezüge tatsächlich, aufgrund mehrfacher Nichtanwendung der Besoldungserhöhungen gemäß dem Gesetz über die Nichtanpassung von Amtsgehalt und Ortszuschlag der Mitglieder der Bundesregierung und der Parlamentarischen Staatssekretäre, bei etwa 15.000 Euro.
Ein ausgeschiedenes Mitglied der Bundesregierung hat Anspruch auf ein Ruhegehalt, „wenn es der Bundesregierung mindestens vier Jahre angehört hat“ (wobei Amtszeiten als Parlamentarischer Staatssekretär und „vorausgegangene Mitgliedschaft in einer Landesregierung“ berücksichtigt werden), oder wenn es durch Abwahl oder Rücktritt des Bundeskanzlers aus dem Amt scheidet (§ 15 BMinG).

## Amtseid
Die Bundesminister leisten bei ihrer Amtsübernahme den in Art. 64 Abs. 2 i. V. m. Art. 56 GG vorgeschriebenen Eid vor dem Deutschen Bundestag: 
„Ich schwöre, daß ich meine Kraft dem Wohle des deutschen Volkes widmen, seinen Nutzen mehren, Schaden von ihm wenden, das Grundgesetz und die Gesetze des Bundes wahren und verteidigen, meine Pflichten gewissenhaft erfüllen und Gerechtigkeit gegen jedermann üben werde. So wahr mir Gott helfe.“
Der Eid kann auch ohne religiöse Beteuerung geleistet werden.

## Weibliche Bundesminister und „Bundesministerin“ als Amtsbezeichnung
Die erste Frau im Amt einer Bundesministerin war Elisabeth Schwarzhaupt (CDU) als Bundesministerin für Gesundheit von 1961 bis 1966.
Ab den 1990er Jahren setzte sich die Form „Bundesministerin“ als Bezeichnung für weibliche Bundesminister durch. Zuvor war das generische Maskulinum als Bezeichnung für Mitglieder der Bundesregierung üblich. Nachdem sich eine interministerielle Arbeitsgruppe „Rechtssprache“ ab Herbst 1987 mit der sprachlichen Gleichstellung in der Amts-, der normgebundenen Verwaltungs- und der Vorschriftensprache befasst hatte, stimmte der Deutsche Bundestag am 15. Januar 1993 einer Beschlussempfehlung des Ausschusses für Frauen und Jugend zu, worin die Bundesregierung unter anderem aufgefordert wurde, „in bezug auf konkrete Personen in der Amtssprache die voll ausgeschriebene Parallelformulierung als die sinnvollste Lösung anzusehen“, also die Bezeichnungen Bundesminister und Bundesministerin parallel zu verwenden.
Die Bundesregierung setzte diese Aufforderung in ihrem Beschluss vom 20. Januar 1993 insofern um, als dass dieser vorsah, „für die Bezeichnung der Bundesressorts die sächliche Form (,Bundesministerium für/des/der …‘) zu verwenden“. Zuvor war für ein Bundesministerium als Behörde ebenfalls die maskuline Bezeichnung üblich (‚Der Bundesminister für/des/der …‘).

## Statistisches
Der insgesamt am längsten amtierende Bundesminister war Innen- und Außenminister Hans-Dietrich Genscher (FDP) mit 22 Jahren und sieben Monaten, während Verkehrsminister Hans-Christoph Seebohm (DP, später CDU) mit 17 Jahren und zwei Monaten die längste ununterbrochene Amtszeit aufweist. Das am längsten amtierende Mitglied der Bundesregierung war hingegen Angela Merkel (CDU) mit 23 Jahren und acht Monaten (davon etwa sieben Jahre und zehn Monate als Bundesministerin).

## Zitate
„Ein Minister ist ein Staatsdiener mit eintägiger Kündigungsfrist.“